# Espaces d'Abraxas
Espaces d’Abraxas è un complesso residenziale costruito tra il 1978 e il 1983 a Noisy-le-Grand, sobborgo di Parigi nel dipartimento della Senna-Saint-Denis (regione Île-de-France) in Francia. Il complesso è stato progettato dall'architetto spagnolo Ricardo Bofill.

## Descrizione

Pianta del complesso

Il complesso riunisce 610 appartamenti in tre edifici, pomposamente nominati Théâtre, Arc e Palacio, dalla forma che li caratterizza:
- Théâtre è un edificio semicircolare che circonda una piazza, ad evocare l'aspetto di un antico teatro. L'edificio è composto da una dozzina di blocchi di appartamenti disposti in verticale. Ogni blocco è servito da un vano scala (provvisto di ascensore e scala di servizio), il quale ad ogni piano dà accesso a una sala di ingresso comune a due appartamenti. Gli appartamenti (di 2, 3, 4, o 5 stanze) sono disposti in modo da affacciarsi contemporaneamente sia verso l'interno del complesso (sulla piazza al cui centro è posto l' Arc) sia verso l'esterno, in direzione di Parigi. La facciata dell'edificio è costituita da elementi curvi in vetro riflettente, che nascondono delle bay windows rivolte verso la piazza. Nell'ultimo piano gli appartamenti hanno delle terrazze che si affacciano sulla piazza.
- Arc è un edificio composto da due blocchi isolati (ciascuno servito da scale) che in sommità (settimo, ottavo e nono piano) sono uniti a formare un arco. Si tratta di un edificio di dimensioni relativamente modeste rispetto alla monumentalità del complesso, ed è posto al centro dello spazio, fungendo così da punto focale dell'intero sistema edilizio (ponendosi come palcoscenico rispetto allo schema a teatro).
- Palacio è un edificio massiccio di 18 piani, formato da tre blocchi disposti ad U. Destinato ad occupare gli appartamenti di edilizia popolare presenta un'alta densità abitativa, con 441 appartamenti di 2, 3 o 4 stanze, alcuni con schema a duplex.

Le coperture di Théâtre e Arc sono dei tetti verdi, ma sono inaccessibili. La piazza è organizzata a gradoni, simili a quelli di un teatro greco.

## Storia
Il progetto è stato affidato all'architetto spagnolo Ricardo Bofill nel 1978 ed è stato inaugurato nel 1983.
Rispetto allo stile tipico delle case popolari (Habitation à Loyer Modéré), i tre edifici del complesso si discostano dal brutalismo architettonico tipici del movimento moderno, in favore del eclettismo monumentale post-moderno che è la cifra stilistica peculiare dell’architetto catalano. L'idea di fondo era di realizzare un complesso residenziale in cui gli appartamenti non fossero unicamente destinati all’edilizia a buon mercato. Si è, invece, tentato l’esperimento di realizzare la combinazione sociale fra la classe media e i ceti popolari. I primi avrebbero acquistato gli appartamenti più pregiati, mentre i secondi sarebbero stati assegnatari, in qualità di inquilini, di alloggi gestiti dell'ente che si occupa di edilizia sociale. La diversità architettonica del progetto aveva proprio la finalità di essere attrattiva nei confronti del ceto medio che, di certo, non avrebbe trovato allettante vivere in un complesso residenziale stilisticamente improntato all'edilizia popolare.
Nel complesso abbondano i riferimenti architettonici all'antica Grecia, per lo più richiamati in forma surreale (colonne vuote al posto di quelle piene, ...), così come i riferimenti agli schemi stilistici tradizionali della cultura architettonica monumentale francese (con omaggi a Boullée, Ledoux, Lequeu) che vengono reinventati in uno stile neo Barocco.
Il complesso è diventato, però, l’ennesimo caso di progetto slegato dalla realtà: i tre edifici che lo compongono, nel corso di pochi anni, sono stati colpiti dal degrado, rimanendo isolati dal resto del tessuto urbano e senza adeguati servizi e spazi verdi. Seri problemi di sicurezza hanno visto fallire il progetto iniziale di mescolanza sociale. Una parte del complesso è stata coinvolta a fine 2005 nelle rivolte delle banlieue parigine.
Lo storico dell'architettura Kenneth Frampton ha pesantemente criticato il progetto:
(Kenneth Frampton, Storia dell'architettura moderna, Zanichelli)
Ricardo Bofill, intervistato da Le Monde nel 2014, ha dichiarato di essersi voluto discostare da Le Corbusier, ma ha riconosciuto che il progetto non è riuscito.
Nonostante l’amministrazione di Noisy-le-Grand avesse preso in considerazione la demolizione del complesso, viste le enormi difficoltà di gestione degli spazi comuni, si sta recentemente discutendo la possibilità di rilancio dell'area, affidando l'incarico sempre a Bofill.

## Nella cultura di massa
Il complesso è stato utilizzato come location di numerosi film, spesso per il suo aspetto fantascientifico e straniante, così come in diversi clip musicali.

### Film
- 1984 : À mort l'arbitre (con Michel Serrault e Eddy Mitchell)
- 1985 : Brazil di Terry Gilliam;
- 2003 : Pistole nude (titolo originale: Mais qui a tué Pamela Rose?)
- 2014 : Hunger Games: Il canto della rivolta - Parte 2
- 2016 : Trepalium (serie televisiva)

### Clip musicali
- 1986 : Ouragan di Stéphanie di Monaco;
- 2012 : Fais le L di Leck;
- 2015 : Break the Silence di Carbon Airways;
- 2016 : 'Si sé wi' di Antonny Drew;
- 2017 : Fallait pas di Marwa Loud.
- 2019 : Visti dall'alto di Rkomi.